# Dovolenskij rajon
Il Dovolenskij rajon è un rajon (distretto) dell'oblast' di Novosibirsk, nella Russia siberiana sudoccidentale. Il capoluogo è la cittadina di Dovol'noe.